# 永原重隆
永原 重隆（生年不明 - 1550年）は、永原重泰の子。

## 生涯
六角家家臣である永原重泰の子として生まれる。1532年六角定頼による山科本願寺攻めの旗頭となり、1537年の天文法華の乱では、同じく六角定頼の側近、進藤貞治とともに鎮圧軍として上洛。1539年、浅井亮政との対陣にも従軍。1540年には細川晴元の後詰として従軍している。芥川城の奉行でもあった。
1550年六角義賢に従軍し、久米田の戦いに参陣したが、松永久秀の軍勢に敗れ、戦死。